# Abbaye Sainte-Croix de Donauwörth
L'abbaye Sainte-Croix est une ancienne abbaye bénédictine à Donauwörth, dans le Land de Bavière et le diocèse d'Augsbourg.

## Histoire
Le monastère est fondé vers 1040 par Mangold de Werd en tant que couvent bénédictin. Elle est fondée pour honorer un morceau de la croix du Christ que Mangold a ramené de Constantinople lorsqu'il était représentant de l'empereur allemand.
Au début du XIIe siècle, les religieuses sont remplacées par des frères et s'installent à l'ouest de la ville. Après que le bâtiment est endommagé pendant la guerre de Trente Ans, l'abbé Amandus Röls fait reconstruire l'église après la guerre de Succession d'Espagne. À l'époque du rococo, entre 1770 et 1780, l'église est transformée et agrandie à plusieurs reprises.
L'abbaye est sécularisée le 15 janvier 1803. Le dernier abbé est Bernhard Königsdorfer. Les biens meubles et immeubles de l'abbaye sont remis selon le Recès d'Empire au prince d'Oettingen pour compenser la perte de ses biens dans le Palatinat. L'église abbatiale devient une église paroissiale et reste un lieu de pèlerinage. En 1809, Napoléon Ier passe quelques jours dans l'abbaye dissoute et publie le premier ordre du jour de campagne de la guerre de la Cinquième Coalition.
En 1877, le pédagogue Ludwig Auer acquiert les immeubles du monastère et fonde une école. En 1900, on crée la "Pädagogische Stiftung Cassianeum".
En 1935, l'abbaye retrouve une vie religieuse, lorsque des missionnaires du Sacré-Cœur de Jésus de Salzbourg s'y installent.
Dans la crypte de l'église du monastère repose Marie de Brabant, qui est décapitée en 1256 sur l'ordre de son mari Louis II de Bavière par jalousie. Luitpold de Bavière fait don d'une nouvelle plaque mortuaire.